# International Darts Open
| International Darts Open | International Darts Open       |
| ------------------------ | ------------------------------ |
| Sportart                 | Darts                          |
| Organisator              | PDC                            |
| Turnierart               | Ranglistenturnier              |
| Austragungsort           | WT Energiesysteme Arena, Riesa |
| Austragungszeitraum      | wechselnd                      |
| Rekordsieger             | Gerwyn Price (4×)              |
| amtierender Sieger       | Stephen Bunting                |
| Letzte Austragung        | International Darts Open 2025  |
| Nächste Austragung       | International Darts Open 2026  |

Die International Darts Open ist ein Ranglistenturnier im Dartsport, welches von der PDC veranstaltet wird. Es ist ein Event der European Darts Tour, welche im Rahmen der PDC Pro Tour durchgeführt wird.  Austragungsort ist die WT Energiesysteme Arena in Riesa. Es wurde im Jahr 2015 zum ersten Mal ausgetragen.

## Format
Das Turnier wird im K.-o.-System gespielt. Spielmodus ist in den ersten drei Runden ein best of 11 legs, im Halbfinale ein best of 13 legs und im Finale best of 15 legs.
Jedes leg wird im double-out-Modus gespielt.

## Preisgeld
Bei dem Turnier werden aktuell insgesamt £ 175.000 an Preisgeldern ausgeschüttet. Das Preisgeld verteilt sich unter den Teilnehmern wie folgt:
| Position (Anzahl der Spieler) | Position (Anzahl der Spieler) | Preisgeld |
| ----------------------------- | ----------------------------- | --------- |
| Gewinner                      | (1)                           | £ 30.000  |
| Finalist                      | (1)                           | £ 12.000  |
| Halbfinalisten                | (2)                           | £ 8.500   |
| Viertelfinalisten             | (4)                           | £ 6.000   |
| Achtelfinalisten              | (8)                           | £ 4.000   |
| Verlierer der 2. Runde        | (16)                          | £ 2.500   |
| Verlierer der Vorrunde        | (16)                          | £ 1.250   |
|                               |                               |           |
|                               |                               | £ 175.000 |

## Finalergebnisse
| Jahr | Austragungsort                                           | Sieger            | Ergebnis          | Finalist           | Preisgeld         | Preisgeld         |
| Jahr | Austragungsort                                           | Sieger            | Ergebnis          | Finalist           | Gesamt            | Sieger            |
| ---- | -------------------------------------------------------- | ----------------- | ----------------- | ------------------ | ----------------- | ----------------- |
| 2015 | Sachsen-Arena, Riesa                                     | Michael Smith     | 6 : 3             | Benito van de Pas  | 0£ 115.000        | 0£ 25.000         |
| 2016 | Sachsen-Arena, Riesa                                     | Mensur Suljović   | 6 : 5             | Kim Huybrechts     | 0£ 115.000        | 0£ 25.000         |
| 2017 | Sachsen-Arena, Riesa                                     | Peter Wright      | 6 : 5             | Kim Huybrechts     | 0£ 135.000        | 0£ 25.000         |
| 2018 | Sachsen-Arena, Riesa                                     | Gerwyn Price      | 8 : 3             | Simon Whitlock     | 0£ 135.000        | 0£ 25.000         |
| 2019 | Sachsen-Arena, Riesa                                     | Gerwyn Price      | 8 : 6             | Rob Cross          | 0£ 140.000        | 0£ 25.000         |
| 2020 | Sachsen-Arena, Riesa                                     | Joe Cullen        | 8 : 5             | Michael van Gerwen | 0£ 140.000        | 0£ 25.000         |
| 2021 | nicht ausgetragen                                        | nicht ausgetragen | nicht ausgetragen | nicht ausgetragen  | nicht ausgetragen | nicht ausgetragen |
| 2022 | WT Energiesysteme Arena (bis 2023: Sachsen-Arena), Riesa | Gerwyn Price      | 8 : 4             | Peter Wright       | 0£ 140.000        | 0£ 25.000         |
| 2023 | WT Energiesysteme Arena (bis 2023: Sachsen-Arena), Riesa | Gerwyn Price      | 8 : 4             | Michael van Gerwen | 0£ 175.000        | 0£ 30.000         |
| 2024 | WT Energiesysteme Arena (bis 2023: Sachsen-Arena), Riesa | Martin Schindler  | 8 : 5             | Gerwyn Price       | 0£ 175.000        | 0£ 30.000         |
| 2025 | WT Energiesysteme Arena (bis 2023: Sachsen-Arena), Riesa | Stephen Bunting   | 8 : 5             | Nathan Aspinall    | 0£ 175.000        | 0£ 30.000         |